# Justin Somper
Justin Somper es un escritor británico de novelas de fantasía/terror juveniles. Nació en St Albans y se graduó en Universidad de Warwick.
Inició su carrera como escritor/editor en Usborne, se unió a Puffin Books como publicista en 1992 y se mudó a Random House Children's como Director de Publicidad en 1996.
En 1998 Justin Somper se especializó en la literatura para niños.
Justin Somper ha tenido un gran éxito con la saga de Vampiratas.
El primer título, Vampiratas: Demonios del Océano, debutó en 2005 y ha vendido más de 100.000 copias hasta la fecha en el Reino Unido. 
Con Demonios del Océano, Justin ganó el Birmingham KS3 "Explora" Book Award y el Solihull Children's Book Award. 
Fue finalista en el North East Children's Book Award y la lista de la prestigiosa Red House Children's Book Award. 
Actualmente vive en Londres.

## Trayectoria
Saga de vampiratas
- - Vampirates: Demons of the ocean (2005) publicado en España como Vampiratas: Demonios del océano
  - Vampirates: Tide of terror (2006) publicado en España como Vampiratas: Una ola de terror
  - Vampirates: Dead deep (2007) publicado en España como Vampiratas: Emboscada en el océano
  - Vampirates: Blood captain (2007) publicado en España como Vampiratas: Sangre de capitán
  - Vampirates: Black heart (2009) publicado en España por octubre con el nombre de Vampiratas: Corazón negro
  - Vampirates: Empire of the night (2010) publicado en España como Vampiratas: El imperio de la noche
  - Vampirates: Immortal War (2011) publicado en España como Vampiratas: La guerra inmortal

Saga Enemigos del Príncipe
- - Allies y Assassins (2013) publicado en España como Aliados y Asesinos
  - Under Attack (2014) publicado en España como Bajo Ataque

- Datos: Q2627047